# Asiana Airlines
Asiana Airlines (KRX: 020560

) er et af Sydkoreas to store flyselskaber. Det er dog både mindre og yngre end Korean Air. Asiana blev stiftet i 1988. Det er et datterselskab i Kumho Asiana Group.